# Adrianópolis (Paraná)
« Adrianopolis » redirige ici.  Pour la ville turque homonyme, voir Edirne.
Adrianópolis est une ville brésilienne de l'est de l'État du Paraná. Sa population était de 6 856 habitants en 2009.
Cette municipalité, qui a acquis ce statut le 15 novembre 1961, est située au Sud-Est du pays, dans la Région métropolitaine de Curitiba. La majeure source de revenus est l'extraction de minéraux, principalement le plomb et l'argent. Sa richesse naturelle se trouve dans le Parc d'État des Lauracées, créé le 27 juin 1979 et élargi le 10 octobre 1989.